# جهازبران
مراسم جهازبران از مراسم عروسی است که ضمن آن جهاز به خانه داماد برده می‌شود.
جهاز اسباب و وسایلی است که از طرف خانواده عروس تهیه و عروس آن را به خانه شوهر می‌برد.